# Varmo
Varmo là một đô thị ở tỉnh Udine trong vùng Friuli-Venezia Giulia thuộc Ý, có cự ly khoảng 70 km về phía tây bắc của Trieste và khoảng 30 km về phía tây nam của Udine. Tại thời điểm ngày 31 tháng 12 năm 2004, đô thị này có dân số 2.915 người và diện tích là 37,1 km².
Varmo giáp các đô thị: Bertiolo, Camino al Tagliamento, Codroipo, Morsano al Tagliamento, Rivignano, Ronchis, San Michele al Tagliamento.